# Сенявский, Спартак Леонидович
Спарта́к Леони́дович Сеня́вский (12 августа 1923, Москва — 24 августа 1986, Москва) — советский историк, специалист по истории советского рабочего класса и социальной структуры СССР. Доктор исторических наук, профессор. Заведующий сектором в Институте истории СССР.
Участник Великой Отечественной войны, командир танка, дважды ранен.

## Биография

### Ранние годы
Родился 12 августа 1923 года в семье студентов-рабфаковцев в Москве. Его отец, Леонид Леонтьевич Сенявский, вступил в ВКП(б) и, порвав с семьёй и недоучившись в гимназии, примкнул к революционерам. Родители-студенты расстались, когда сыну было два года. Отец стал партийно-хозяйственным работником, часто менял места службы и проживания. С 1936 по 1939 год Спартак воспитывался в детском доме.
По сведениям из автобиографии, окончил 7 классов средней школы и поступил учеником токаря в ФЗУ. Работал токарем на 2-м Механическом заводе Метростроя в Москве.

### В годы Великой Отечественной войны
С началом Великой Отечественной войны в июле — августе 1941 года был эвакуирован в Новосибирск, где добровольцем вступил в Красную армию. Был призван через Новосибирский городской военный комиссариат. После 23 августа 1942 года находился на учёбе в Иркутской военно-авиационной школе авиационных механиков, курсант, и оттуда видимо был направлен в Рыбинск. Летом 1943 года окончил Пушкинское танковое училище в Рыбинске в звании младшего лейтенанта и был направлен на фронт командиром среднего танка Т-34, командиром взвода разведки танкового полка. Первый бой принял на Курской дуге в ходе Белгородско-Харьковской наступательной операции, когда 11—20 августа немецкие войска предприняли ряд мощных танковых контрударов в полосе Воронежского фронта. После ожесточённых встречных танковых боёв обе стороны понесли большие потери, в числе уцелевших танкистов был отправлен сначала в резерв фронта, а затем в числе других «безлошадных» офицеров в составе маршевой роты был направлен за новыми танками в Омск.
После недолгого пребывания в учебном танковом батальоне при военном заводе в Омске направлен с новыми танками в формируемую под Рязанью польскую танковую бригаду им. Домбровского, где находился в октябре — ноябре 1943 года.
С ноября 1943 года воевал против финских войск на Карельском фронте. Сначала на Медвежьегорском направлении был командиром танка 376-го отдельного танкового батальона, затем командовал взводом разведки в 90-м отдельном танковом полку 32-й армии.
Отличился в бою в районе станции Масельская 15 апреля 1944 года, когда его танк сумел проехать через следом взорванный мост и уничтожить несколько огневых точек противника. Но оказавшись отрезанным от танковой роты, танк был подбит и окружён пехотой противника. После предложений «Рус, сдавайс!» их машину подожгли. В этой критической ситуации, выбирая между угрозой попасть в плен или сгореть заживо, младший лейтенант С. Л. Сенявский взял гранату и приготовился бросить её на боекомплект. В этот момент рота форсировала реку и отбросила врага, а на следующий день в армейской газете «Боевой путь» этот эпизод был описан одной строчкой: «Танк младшего лейтенанта Сенявского первым достиг вражеских траншей, за ним подошли и остальные машины».
По воспоминаниям дочери Е. С. Сенявской, одним из самых его ярких военных впечатлений было связано со станцией Масельская, когда их колонна шла по освобождённой станции, от которой осталась только единственная стена, сохранившаяся от разрушенного здания. «Наверху, на уровне третьего этажа, висела детская кроватка, а внизу на дороге лежала чудом уцелевшая кукла. И вся колонна солдат очень бережно обходила её, стараясь не наступить на игрушку».
В ходе советского наступления в июле 1944 года был ранен в голову и контужен.
После излечения в госпитале снова воевал командиром среднего и тяжёлого танка. С сентября 1944 года участвовал в боях на Кандалакшском направлении в составе 38-й отдельной гвардейской танковой бригады 19-й армии против немецких войск в Заполярье.
В ноябре 1944 года после расформирования Карельского фронта его танковая бригада была переброшена на 2-й Белорусский фронт где в первых боях на территории Восточной Пруссии понесла тяжёлые потери, и в феврале 1945 года была отведена на переформирование в резерв Верховного главнокомандования в город Осиповичи Могилёвской области.
Кавалер нескольких боевых наград, в том числе медали «За отвагу».

### Послевоенные годы
В марте 1945 года, как военный специалист, знающий немецкий язык, был направлен из резерва БТиМВ на учёбу в Военный институт иностранных языков Красной Армии на спецфакультет, который окончил в 1946 году. Некоторое время служил по полученной военной специальности в составе 234-го гвардейского посадочного воздушно-десантного полка 76-й гвардейской воздушно-десантной дивизии.
Участник Парада Победы 24 июня 1945 года в составе сводного полка Московского гарнизона.
Из-за перенесённой на фронте контузии в мае 1948 году был признан ограниченно годным и уволен в запас. Тогда же он поступил на факультет русского языка и литературы в Московский городской педагогический институт имени В. П. Потёмкина.

### Научная деятельность
После окончания института в 1952 году работал в аспирантуре на кафедре истории КПСС, одновременно был избран освобождённым секретарём комитета ВЛКСМ Института. В 1954—1955 годах — ассистент кафедры истории партии в НИИ стали, затем в течение двух лет — помощник директора технического училища по воспитательной работе. С октября 1957 по август 1960 года работал референтом-консультантом в аппарате Президиума АН СССР.
С августа 1960 года и до конца своей жизни работал в Академии наук СССР: сначала в Институте истории АН СССР, а потом — в Институте истории СССР, где прошёл путь от младшего научного сотрудника до заведующего сектором. Также работал в Институте международного рабочего движения при ВЦСПС, преподавал в Московском Государственном институте иностранных языков им. М.Тореза (в качестве профессора кафедры научного коммунизма) и других учебных заведениях.
Свою научно-исследовательскую деятельность начал с изучения истории советского рабочего класса. За первые три года своей научной деятельности написал кандидатскую диссертацию «Рост рабочего класса СССР в период завершения строительства социализма и в первые годы развернутого строительства коммунизма (1953—1961 гг.)» (1964), опубликовал ряд монографий, а затем защитил и докторскую диссертацию «Рабочий класс СССР и социальный прогресс (1946—1970 гг.)» (1974). Летом 1973 года перенёс свой первый инфаркт.
Его работы по социальной структуре СССР посвящены изучению исторического опыта советской модели индустриальной модернизации традиционного полуаграрного общества, в том числе в социальной сфере. В своих трудах широко использовал статистику, в том числе данные текущего архива ЦСУ.
В 1984 году стал заведующим сектором Истории развитого социализма Института истории СССР и возглавлял его вплоть до расформирования в 1986 году.

## Память

Могила на Донском кладбище

Умер 24 августа 1986 года от четвёртого по счёту инфаркта. Похоронен на Донском кладбище.

## Труды
За 15 лет своей работы опубликовал более ста научных трудов, в том числе более 10 авторских монографий на русском, немецком, польском и других языках. Некоторые монографии:
- Рост рабочего класса СССР (1951—1965 гг.). — М., 1966
- Рабочий класс СССР (1938—1965 гг.). — М., 1971 (в соавт.)
- Изменения в социальной структуре советского общества (1938—1970 гг.). — М., 1973
- Die Arbeiterklasse der UdSSR. — Berlin, 1974 (в соавт.)
- Рабочий класс — ведущая сила советского общества. (Вопросы методологии и истории). — М., 1977 (в соавт.)
- Przemiany struktury społecznej w Związku Radzieckim. 1938—1970. — Warszawa, 1979
- Социальная структура советского общества в условиях развитого социализма (1961—1980 гг.). — М., 1982

## Награды и звания
Советские государственные награды:
- орден Отечественной войны I степени (6 апреля 1985[5])
- медали, в том числе:
  - медаль «За отвагу»
  - медаль «За оборону Советского Заполярья»

Доктор исторических наук (защита в 1973 году в Институте истории СССР АН СССР, решение ВАК от 1 марта 1974).

## Семья, личная жизнь
Двое детей:
- старший сын — Александр (род. 1955), советский и российский историк, специалист по истории СССР и России XX века.
- дочь — Елена (род. 1967), российский военный историк.

По воспоминаниям Елены Спартаковны, жил своей семьей, которая была на первом месте, а только затем — столь ценимое им творчество. В последние годы, тяжело болен, он признавался: «Мне так тяжело жить. Я живу только из-за дочери, чтобы успеть её вырастить».
По работе бывал суровым, жёстким и до конца принципиальным. Возможно благодаря фронтовому опыту, одной из главных черт его характера было упорство в достижении цели: по воспоминаниям друзей, «если он за что брался, то не отступал, пока не побеждал». Отстаивал свою правоту, какой бы высокий пост не занимал его оппонент. Ещё в его армейских характеристиках часто встречалась фраза: «Неоднократно вступал в пререкания с офицерами старшими по званию».
Очень любил классическую музыку. В первые послевоенные годы в Москве часто выбирался послушать оперу и на симфонические концерты. Сам обладал абсолютным слухом (в детстве учился играть на скрипке) и хорошими вокальными данными: иногда сам в кругу близких друзей исполнял оперные арии и романсы. Также был литературно-одарённым человеком. По собственному признанию, «кумиром моим долгие годы был М. Ю. Лермонтов. Меня влекли к себе его неудержимо мятежный дух, его демоническое презренье ко всему ничтожному и убогому, красота и пленительность его смелой романтики… Я не представляю себе искусства, литературы, да и самой жизни без романтики».